# ماء نبات الغار
ماء نبات الغار عبارة عن ماء مقطر من أوراق الغار الكرزي Prunus laurocerasus وتحتوي على حمض البروسيك السام (حمض الهيدروسيانيك) بالإضافة إلى محتويات أخرى نتجت من العملية.

## الاستخدام الدوائي
يستخدم الماء في حالات الربو، السعال، سوء وعسر الهضم، ويستخدم كمُسكن ومخدر. لكن بما أن ماء نبات الغار عبارة عن محلول سيانيد الهيدروجين، ذو قوة مجهولة، فمن الخطر استخدامة كدواء. قامالإبراطور الروماني نيرون بتسميم بئر أعدائة بماء الكرز الغاري.